# المكتبة الوطنية المركزية في فلورنسا
المكتبة الوطنية المركزية في فلورنسا هي مكتبة وطنية تقع في فلورنسا في إيطاليا.
يعود تاريخ المكتية إلى القرن السادس عشر الميلادي. أعد بوانسيا L. Buonazia فهرسا للمخطوطات العربية في المكتبة. وقد تم رقمنة هذه المخطوطات.
فلورنسا

من بين المخطوطات المهمة مخطوطة رقم Magl. C1 III. 24 وهي الجزء الأول من الشاهنامه للفردوسي الطوسي، مؤرخ بسنة 614 هـ، وتعتبر أقدم نسخة في العالم.

## معرض صور

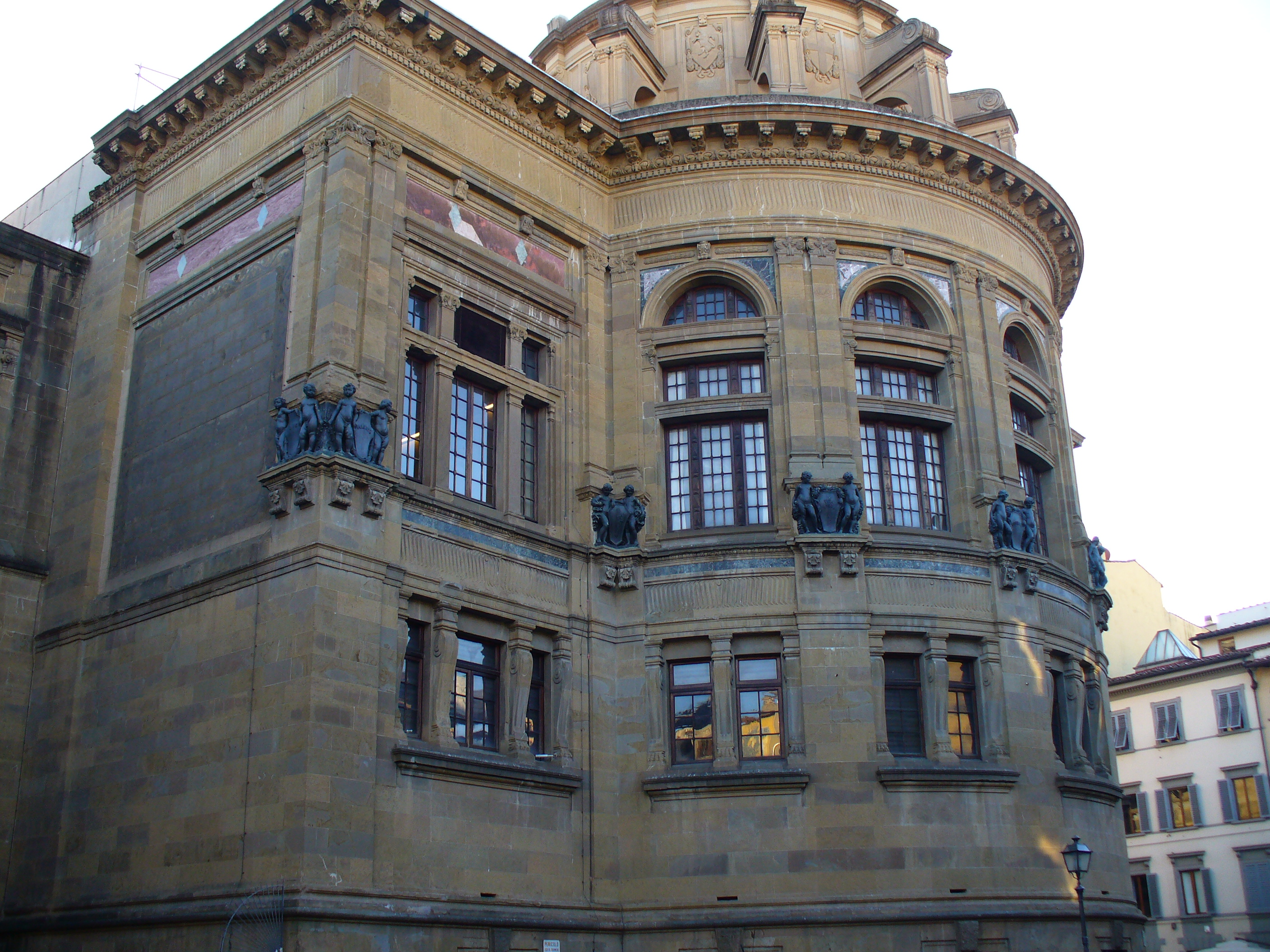
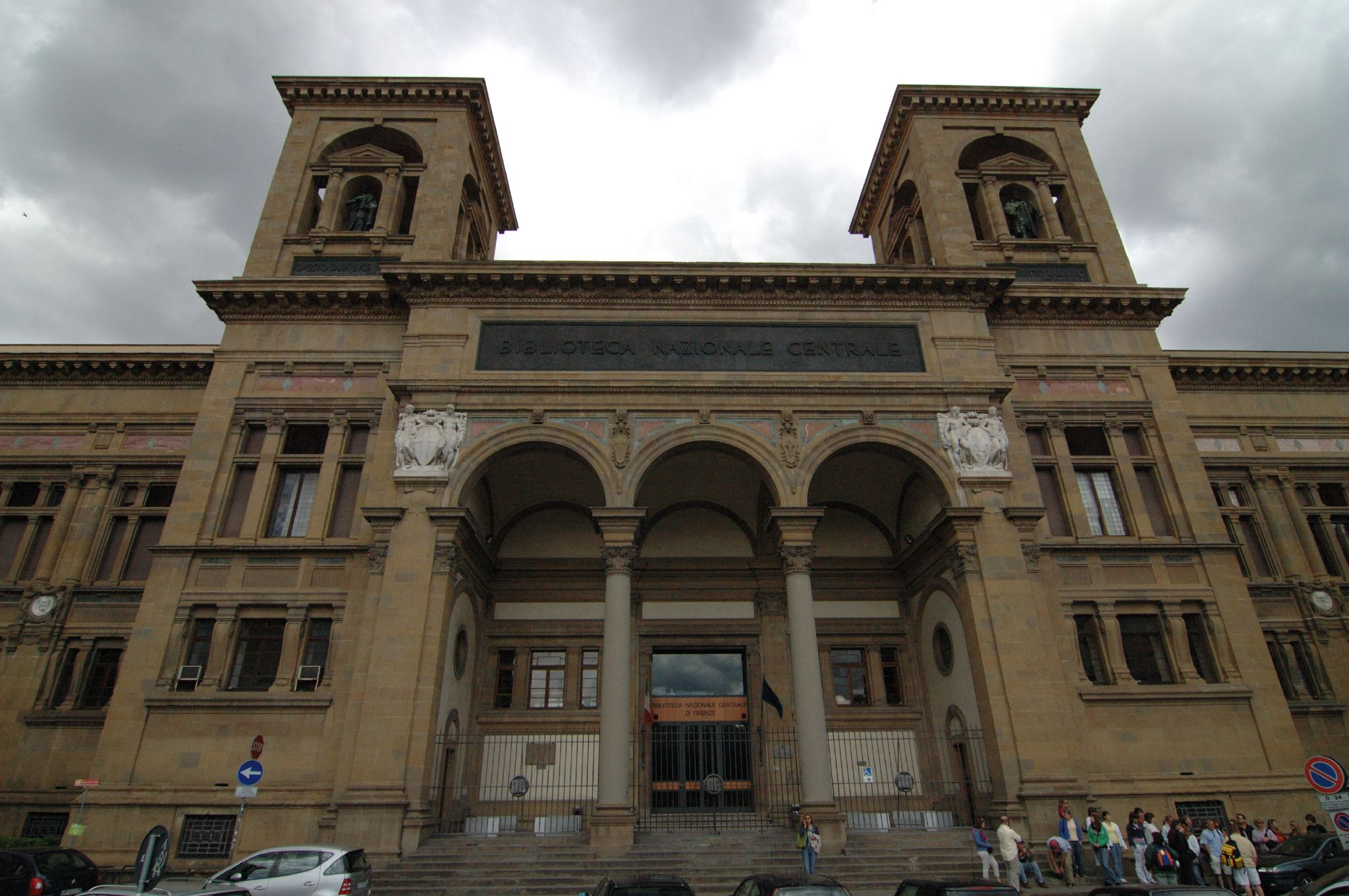
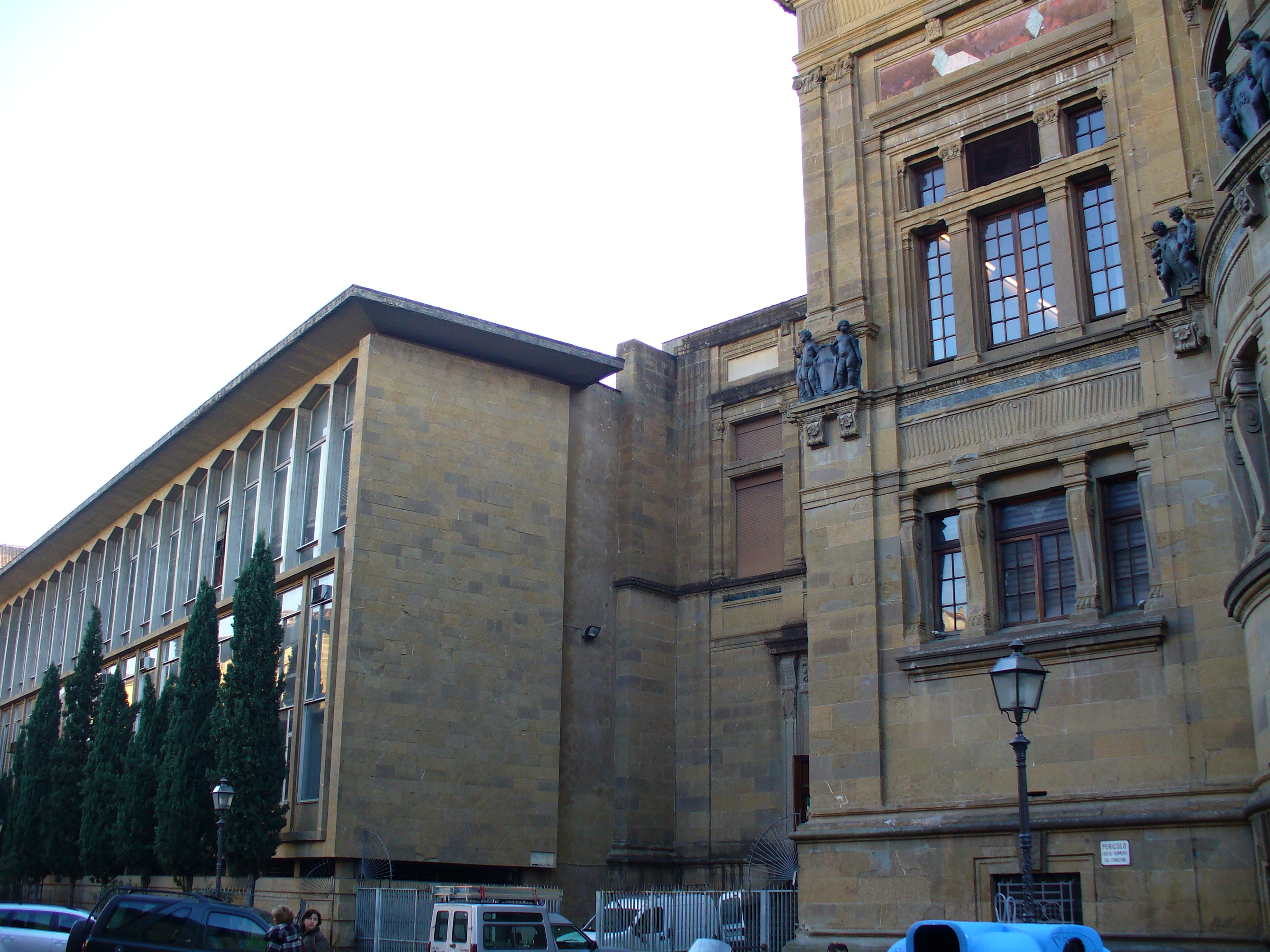

## وصلات خارجية
- الموقع الرسمي (بالإيطالية)